# Кім Сок Су
Кім Сок Су (кор. 김석수, 金碩洙, Gim Seoksu, Kim Sŏksu; нар. 20 листопада 1932) — корейський правник і політик, тридцять четвертий прем'єр-міністр Республіки Корея.
Вивчав право. Працював у Верховному суді й очолював Національну виборчу комісію. Наприкінці президентського терміну Кім Де Чжуна був головою Уряд Південної Кореї. У квітні 2013 року Кім Сок Су був призначений на посаду президента Університету Йонсе, в якому колись здобував освіту.